# 罗艳
罗艳（1962年—），四川内江人，汉族，中华人民共和国政治人物、第十二届全国人民代表大会四川地区代表。

## 生平
毕业于北京理工大学机构学专业。任中工国际工程股份有限公司董事长，2013年，担任全国人大代表。2018年2月24日，当选为第十三届全国人大代表。